# Giommaria Monti
Giommaria Monti (Alghero, 4 febbraio 1963) è un giornalista e autore televisivo italiano.

## Biografia
Dopo la laurea in Lettere, ha iniziato a fare il giornalista nell'89 a ItaliaRadio come inviato e conduttore, ha proseguito con l'agenzia radiofonica Area e ha collaborato con Terza Pagina di Radio 3Rai.
È uno degli autori di Agorà su Raitre. È stato per quattro anni autore di Cartabianca, programma di prima serata su RaiTre condotto da Bianca Berlinguer, anche dell'edizione quotidiana pomeridiana. È stato autore di Agoràestate su Raitre nelle edizioni 2018, 2019 e 2021.  È stato da settembre 2013 ad agosto 2017 autore di Unomattina su RaiUno. È stato autore e responsabile della redazione di Annozero , programma di Michele Santoro (Raidue) dal 2008 al 2010. Con Santoro ha lavorato ai programmi Moby Dick (Italia 1) nel 1997, Circus (Rai Uno) nel 1998, Il Raggio verde (Rai Due) nel 1999. È stato autore di Omnibus su LA7 (2002 e poi dal 2004 al 2008). Sempre per La7 ha lavorato a quattro edizioni di Niente di personale, due edizioni di Tetris (condotto da Luca Telese), Otto e mezzo (edizione estate 2008). Nel 2001 ha realizzato come autore il programma Asterics (Italia 1). È stato tra gli autori de "L'ultima parola" (2010-2012), condotto da Gianluigi Paragone. Per la carta stampata ha diretto il settimanale Left (sotto la sua direzione il settimanale è diventato l'inserto del sabato del quotidiano l'Unità). Per l'Unità ha scritto commenti e analisi politiche. È stato per quattro anni editorialista dei quotidiani E-polis.
Nel 2017 ha pubblicato "Falcone e Borsellino. Dieci anni di solitudine" D&M edizioni, prefazione di Franco Di Mare. Al libro è allegato il Cd "Il coraggio della solitudine", musiche di Stefano Fonzi, voci recitanti di Luca Ward e Fabiana Sera. Il libro contiene le testimonianze di Giuseppe Ayala, Rita Borsellino, Maria Falcone, Alfonso Giordano e Leonardo Guarnotta. 
Nel 2011 con Marco Ventura ha pubblicato per Piemme "Hina. Questa è la mia vita. Storia di una figlia ribelle". È il racconto della tragica storia di Hina Salem, la ragazza pakistana uccisa dal padre nel bresciano e sepolta in giardino perché troppo occidentale. Il libro è scritto come un romanzo ma interamente basato su carte processuali e testimonianze raccolte dagli autori. Compresa quella al padre assassino che gli autori intervistano in carcere. L'intervista fu trasmessa integrale da Rai1 e un estratto dalla BBC (il video più visto al mondo (http://www1.adnkronos.com/IGN/News/Cultura/Libri-Hina-Questa-e-la-mia-vita-servizio-video-BBC-il-piu-visto-nel-mondo_311653910518.html).
Nel 2007 ha scritto il libretto dell'opera sinfonica Falcone e Borsellino. Il coraggio della solitudine, una cronaca sinfonica per voci recitanti e orchestra scritta e diretta da Stefano Fonzi, pubblicata da Rai Trade/Videoradio; l'opera è collegata al libro scritto dall'autore sui due magistrati, che descrive la solitudine e l'isolamento in cui si erano trovati prima di essere uccisi. L'opera è stata eseguita nel 2012 nell'aula bunker del carcere dell'Ucciardone di Palermo. Il testo è stato letto dall'attore Remo Girone..
Nel 2008 ha scritto con Giampaolo Mattei La notte brucia ancora, Sperling & Kupfer, libro testimonianza sul rogo di Primavalle; il titolo è spiegato dall'autore dal "rogo che ancora vive sulla pelle delle vittime", e anche dalle polemiche nate sul fatto. Alla presentazione del libro con Veltroni e Fini gli attori Leo Gullotta e Amanda Sandrelli lessero e interpretarono pagine del libro..

## Opere principali
- Passaporto per l'Europa, (con Antonio Longo), 6 voll., Roma, Il Salvagente 1995
- L'usura. Che cos'è e come difendersi, Roma, Ediesse 1995
- Falcone e Borsellino. La calunnia, il tradimento, la tragedia, prefazione di Luciano Violante, Roma, Editori Riuniti 1996. Seconda edizione ampliata con due scritti di Maria Falcone e Rita Borsellino, 2007. Terza edizione allegato al quotidiano l'Unità 2008
- Dizionario del ‘68 , (con Antonio Longo) Roma, Editori Riuniti, 1998
- Francesco De Gregori. Dell'amore e di altre canzoni, introduzione di Roberto Vecchioni, Roma, Editori Riuniti 2004
- La notte brucia ancora, (con Giampaolo Mattei), Milano, Sperling e Kupfer 2008
- Le voci del '68: i luoghi, i fatti, i protagonisti, le parole e le idee (con Antonio Longo), prefazione di Paolo Pietrangeli, Roma, Editori riuniti-l'Unita, 2008
- Hina: questa e la mia vita (con Marco Ventura), Milano, Piemme, 2011
- "Falcone e Borsellino. Dieci anni di solitudine", Roma, D&M 2017. Prefazione di Franco Di Mare
- In "Aure e disincanti" di Andrea Zanzotto «Alcuni temi di Breyten Breytenbach» (1994).

## Riconoscimenti
- 2019, Grand Prix Corallo Città di Alghero, premio speciale giornalismo e letteratura.
- 2009, Premio Europa Bancarella Romana, edizione 2009. Premio Internazionale di Cultura Contemporanea (“per il puntuale lavoro di indagine sulla realtà italiana come autore di programmi televisivi e reportage editoriali centrati sui passaggi più significativi della nostra storia recente”).

- 1996 Premio Città di Gozzano, sezione saggistica per il libro Falcone e Borsellino. La calunnia, il tradimento, la tragedia

- 1992 riconoscimento dai familiari delle vittime della Moby Prince di Livorno per l'impegno nella ricerca della verità.[5][6][7][8]